# 悪の華 (BUCK-TICKの曲)
「悪の華」（あくのはな）は、日本のロックバンドであるBUCK-TICKの楽曲。
1990年1月24日にビクター音楽産業のInvitationレーベルから2枚目のシングルとしてリリースされた。作詞は桜井敦司、作曲は今井寿が担当し、BUCK-TICKによるセルフ・プロデュースとなっている。
4枚目のアルバム『TABOO』（1989年）リリース後のコンサートツアー中にメンバーである今井寿が麻薬取締法違反により逮捕され、半年間の活動休止に至った後の活動再開第1弾作品。リリース間近に迫っていた同名アルバム『悪の華』からの先行シングルであり、映画『気狂いピエロ』（1965年）の世界観を表現した歌詞が特徴となっている。
本作はオリコンチャートにて初登場1位を獲得し、シングルとしてはバンド初であり唯一の1位獲得作品となった。また、売り上げ枚数は22.1万枚となりシングルとしてはバンド史上最高の売り上げ枚数となった。

## 背景
BUCK-TICKはメジャーデビュー後初となるシングル「JUST ONE MORE KISS」（1988年）をリリースし、同作はオリコンチャートにて最高位6位を獲得して売り上げ枚数は14.7万枚と初ヒット曲となり、また同作のヒットにより第30回日本レコード大賞において新人賞を獲得することとなった。その後リリースされた4枚目のオリジナル・アルバム『TABOO』（1989年）は同チャートにて初登場1位を獲得、売り上げ枚数は予約の時点で25万枚を突破し、最終的な売り上げ枚数は30万枚となった。同年3月からは全国コンサートツアーも開始され、すべてが順調に推移していたBUCK-TICKであったが、ツアー中[4月21日にメンバーの今井寿がLSD使用による麻薬取締法違反容疑で逮捕されることとなった。この件を受け、ツアーは残り19本の公演すべてが中止となったほか、今井以外のメンバーは全員半年間の活動自粛となった。
同年7月17日には今井からファンに向けてのメッセージが公表され、ビクター音楽産業の5階会議室にて急遽メンバーへのインタビューが行われた。今井が逮捕された当初、メンバーは同じく空港内にいたが罪状が分からず、警察側も公表しなかったため各自が自宅でニュース番組を通じて知ることになったという。ヤガミトールは自宅待機中に事件の影響で契約も切られ事務所からも解雇されると推測し、新宿ロフトからの再度の出発あるいはインディーズでの活動からのやり直しを覚悟したと述べている。また謹慎期間を受けて樋口は、「いや、焦るよりも、むしろこれでしばらく忙しくなくなる」、「ようやく自分たちの在り方みたいなものをゆっくり考えることができるな、って思いましたね」と述べたほか、ヤガミはそれまでに自分たちを客観的に見る余裕がなかったと述べた上で「逆にあの事件がなくて、ずっとそのままのペースでいってたら、きっとそっちの方がバンドとしてヤバかったかもしれない」と述べている。今井には後に懲役6ケ月執行猶予3年という判決が下された。当初は今井以外の4人で「X-BEAT」というバンド名に改名して活動再開するという報道が一部週刊誌で出されたが、ヤガミは今井を除外するくらいであれば今井も含めてインディーズでの活動も検討していたと述べている。
謹慎明けの同年12月20日にBUCK-TICKは「バクチク現象」と題した復活コンサートを群馬音楽センターにて実施、さらに12月29日には同じく「バクチク現象」と題して初となる東京ドーム公演を実施、4万3000人を動員した。8か月間活動が休止していた状態からいきなり東京ドーム公演を行うことにためらいがあったメンバーは、事前に別の会場で1回ライブを行うことを計画するも、日本中の様々なホールから使用許可が下りず途方に暮れていた。そんな中、地元である群馬の高崎市にある群馬音楽センターだけが唯一使用許可が下りることとなった。東京ドーム公演では過去作からの選曲で様々な楽曲が演奏されたほか、当日の時点ではリリース前であった本作および「THE WORLD IS YOURS」の2曲が演奏された。

## 録音、制作
本作は作詞を手掛けた櫻井敦司が映画『気狂いピエロ』（1965年）を視聴し、主人公の境遇が自身の体験と重なり合う部分があると感じたことから、シャルル・ボードレールの詩集『悪の華』（1855年）から引用する形でタイトルが決定された。歌詞は同映画を見た櫻井が感じたことを自身の言葉で書いたものであり、聴いた人にも主人公になりきって欲しいと櫻井は述べている。櫻井は本作を映画の主題歌のような作品を目指して制作しており、それまでは1本の映画からの影響のみで作詞を手掛けたことはなく本作が初めてであったとも述べている。櫻井は制作において絶望的なイメージを追求することが本望であると述べ、映画『ルートヴィヒ』（1972年）を視聴した影響から、人からも自分自身にとっても自分は謎な存在でありたいと思うようになったとも述べている。

## リリース、プロモーション
1990年1月24日にビクター音楽産業のInvitationレーベルから8センチCDおよびカセットテープの2形態でリリースされた。初回限定盤には「BUCK-TICK」と「悪の華」と書かれたシールが同封されていた。カップリング曲「UNDER THE MOON LIGHT」はBUCK-TICKの全楽曲の中で樋口豊が作詞を唯一手掛けた楽曲となっているが、オリジナル・アルバムには未収録となった。カセットテープ版はA、B両面に「悪の華」「UNDER THE MOON LIGHT」が2曲続けて収録されている。
本作が収録されたアルバム『悪の華』（1990年）は全曲ミュージック・ビデオが制作されているが、本作はシングル用のビデオも制作されたため2種類のミュージック・ビデオが存在する。また、同年1月19日放送のテレビ朝日系音楽番組『ミュージックステーション』（1986年 - ）に出演したBUCK-TICKは本作および「HURRY UP MODE」を演奏した。
アルバム『悪の華』リリースから25周年となった2015年2月1日には、全収録曲をメンバー監修のもとで比留間整が新たにミックスした音源と、アルバムと同じく比留間がミックスを手がけたシングル「悪の華」のプラチナSHM盤、更に全収録曲のPVを収めたVHS作品を新たにミックスしたBlu-ray DiscおよびDVD、オリジナル音源をもとにしたアルバムのアナログ盤（LPレコード）、アルバムのブックレットに掲載されたメンバーの写真を大判印刷したポートレートカードなども同梱した『惡の華 -Completeworks-』がリリースされた。

## チャート成績
本作はオリコンチャートにおいて、アルバム『悪の華』の1週間前にリリースされるという状況でありながら10.4万枚を売り上げ初登場1位を獲得、売り上げ枚数は22.1万枚となった。翌週にはアルバムも同チャートで1位を獲得し、同年にBUCK-TICKの人気はピークに達することとなった。
本作の売り上げ枚数はBUCK-TICKのシングル売上ランキングにおいて1位となっている。また、2022年に実施されたねとらぼ調査隊によるBUCK-TICKのシングル人気ランキングにおいても1位となった。

## カバー、別バージョン
アルバム『悪の華』に収録されたバージョンはキーボードが追加されており、アウトロにおける曲の終わり方が異なっている。シングルバージョンは長らくアルバム未収録であったが、後発のベスト・アルバムや2002年にリリースされたアルバム『悪の華』のリマスターエディション初回限定盤に収録されている。また、BUCK-TICK自身によるセルフカバー・アルバム『殺シノ調べ This is NOT Greatest Hits』（1992年）において、リアレンジ・バージョンが収録された。
1990年代前半に日比谷野外音楽堂で行われたトイズファクトリーのライブイベントにて、ボーカルが大槻ケンヂ（筋肉少女帯）、ベースが寺岡呼人 (JUN SKY WALKER(S)) 、ギターが森本"社長"明人 (Bonnie Duck!?) および田原健一 (Mr.Children) 、キーボードが川井健 (Bonnie Duck!?) 、ドラムスが鈴木英哉 (Mr.Children)という編成で「トレビの泉」というバンドを結成し本作をカバーしており、寺岡、鈴木、田原の3人は黒い画用紙を使ってBUCK-TICKの逆立てた長髪を再現していた。当時から現在に至るまでBUCK-TICKサイドからは特に何も言われていない。
それ以外にも、BUCK-TICKのトリビュート・アルバム『PARADE〜RESPECTIVE TRACKS OF BUCK-TICK〜』（2005年）においてrally、『PARADE II 〜RESPECTIVE TRACKS OF BUCK-TICK〜』（2012年）においてMERRY、『PARADE III 〜RESPECTIVE TRACKS OF BUCK-TICK〜』（2020年）においてGARIがそれぞれ本作をカバーしている。

## シングル収録曲
| 全編曲: BUCK-TICK。 |                          |           |           |      |
| #                   | タイトル                 | 作詞      | 作曲      | 時間 |
| 1.                  | 「悪の華」               | 桜井敦司  | 今井寿    | 4:14 |
| 2.                  | 「UNDER THE MOON LIGHT」 | 樋口豊    | 今井寿    | 3:41 |
| 合計時間:           | 合計時間:                | 合計時間: | 合計時間: | 7:55 |

## スタッフ・クレジット

### BUCK-TICK
- ATSUSHI - ボーカル
- HISASHI - ギター
- HIDE - ギター
- U-TA - ベース
- TOLL - ドラムス

### スタッフ
- BUCK-TICK - プロデューサー
- 中山努 - コ・プロデューサー
- ウィル・ゴズリン - レコーディング・エンジニア
- 田中淳一 - ディレクター
- サカグチケン - グラフィック・デザイン

## リリース履歴
| No. | 日付          | レーベル                | 規格           | 規格品番                | 最高順位 | 備考 |
| --- | ------------- | ----------------------- | -------------- | ----------------------- | -------- | ---- |
| 1   | 1990年1月24日 | ビクター／Invitation    | 8センチCD CT   | VIDL-1 (CD) VISL-1 (CT) | 1位      |      |
| 2   | 2015年2月1日  | ビクター／Lingua Sounda | プラチナSHM-CD | VIZL-772                | -        |      |

## 収録アルバム
「悪の華」
- 『悪の華』（1990年）
- 『殺シノ調べ This is NOT Greatest Hits』（1992年） - 再録バージョン。
- 『CATALOGUE 1987-1995』[1995年）
- 『BT』（1999年）
- 『CATALOGUE 2005』（2005年） - 『殺シノ調べ This is NOT Greatest Hits』収録バージョン。
- 『CATALOGUE VICTOR→MERCURY 87-99』（2012年）

「UNDER THE MOON LIGHT」
- 『BT』（1999年）
- 『悪の華』（2002年） - リマスター初回盤のみ収録。
- 『CATALOGUE 1987-2016』（2017年） - (2015 Mix)として収録。